# 连山乡
连山乡，是中华人民共和国湖南省怀化市会同县下辖的一个乡镇级行政单位。

## 行政区划
连山乡下辖以下地区：
建设村、连山村、联合村、大坪村、漩水村、幸福村、高涌村、宝照村、石板村、六黄村、桂干村和高团村。